# Hell City
Hell City est un groupe belge de heavy metal, originaire de Hoeselt, dans le Limbourg, en Région flamande.

## Histoire
Le groupe est formé en juillet 2007 par Tommy Goffin (batterie) et Niels Coch (guitare). Il s'appelle à l'origine The Dark End. À ce sujet, le groupe explique : « Lorsque Jimmy, notre précédent bassiste, est venu pour une audition avant de nous rejoindre, il pensait que le groupe s'appelait The Dark Hands. Cette confusion nous a amenés à chercher un autre nom. Un nom qui serait facilement identifiable et que les gens pourraient retenir. Nous avons alors opté pour Hell City, qui représente le chaos dans une ville plutôt qu'un quelconque côté satanique. À l'inverse des adeptes du black metal, nos textes ne traitent pas de ce thème ». Peu de temps après, le groupe change de nom pour Hell City. Le groupe sort son premier EP Here Comes the Sin en 2009.
Hell City revient en 2012 avec l'album Demons to Rest. Le groupe tourne beaucoup jouant notamment aux côtés d'autres groupes comme Helloween et Evergrey, et effectue une tournée au Royaume-Uni. Le groupe lance une campagne de financement participatif en 2014 pour sortir son album Victorious la même année,. En juillet 2015, le groupe perd son bassiste Michael Konovaloff à l'âge de 35 ans, qui est remplacé par Bart Walravens.
En janvier 2018, Vincent Noben rejoint le groupe en tant que guitariste solo. Après une recherche intensive pour trouver un chanteur, Wouter Vandenrul est nommé chanteur/frontman du groupe. Cette même année, ils sortent l'album Flesh and Bones,,,,,.

## Membres

### Membres actuels
- Tommy Goffin - batterie, voix (depuis 2007)
- Vincent Noben - guitare solo (depuis 2008)
- Michelle Nivelle - chant
- Alan Coenegrachts - guitare, percussion
- Sebastiaan Verhoeven - basse (depuis 2017)

### Anciens membres
- Ward Achten - basse
- Joris Jacobien - guitare
- Michaël Konovaloff - basse

## Discographie
- 2009 : Here Comes the Sin (EP)
- 2012 : Demons to Rest (album, Facto Records)
- 2013 : Ice Cold Rage (single)
- 2014 : Victorious (album, Spinal Records)
- 2018 : Flesh and Bones